# 荒子川
荒子川（あらこがわ）は、愛知県名古屋市中川区・港区を流れる普通河川。河川延長6.7キロメートル、流域面積6.5平方キロメートル。

## 概要
中川区八田町の八田公園付近から発して中川区と港区を流下、港区十一屋にある荒子川ポンプ所によって名古屋港に強制排水される。かつては愛知郡中村大字稲葉地（現・中村区）、あるいは枇杷島村（現・西区）・日比津村（現・中村区）周辺の悪水を源としていた悪水路で 、上流部は柳瀬川（やなせがわ）と呼ばれ、荒子村以南を荒子川と呼んだ。現在では柳瀬川の区間は暗渠化されている。
なお、江戸時代の地誌『郡村徇行記』には、稲葉地村で庄内用水の西井筋を伏せ越しによって通していたとの記述があるという。
平成4年度手づくり郷土賞（くらしに根づく施設）受賞。

## 荒子川運河
1922年（大正11年）、名古屋市によって堀川や中川、山崎川や大江川とともに運河とする都市計画が策定され、中川運河開削事業については1924年（大正13年）6月9日に内閣の認可を受けた。中川運河は1926年（大正15年）に起工して1930年（昭和5年）に竣工している。「荒子川運河」については河口から900メートル部分より真北に開削し、八熊通に沿って東進、中川運河と結ぶ計画であったが、運河開削に関する市長の諮問に名古屋市会での同意を得られず、計画は進まなかった。
1953年（昭和28年）、幅員60メートルでJR関西本線 八田駅まで延伸した上で終点に57,000平方メートルの船溜りを設けるとともに、合わせて港区当知町から幅員80メートルの支線を西に開削して庄内川と結ぶとする都市計画変更が行なわれ、翌年に都市計画事業決定がなされた。1955年（昭和30年）、中川運河との接続計画について名古屋港管理組合が事業着手。翌年3月には名古屋市が運河を含めた939.8ヘクタールについて都市計画決定を行ない、1959年（昭和34年）3月に荒子川南部土地区画整理事業が、1962年（昭和37年）3月に小碓土地区画整理事業が着手された。
しかし昭和37年度には都市計画の再検討が始まり、工業地帯とする計画であった運河周辺の宅地化や公害問題、水運から陸運への輸送手段の変化（モータリゼーションの進行）などを鑑みて、1965年（昭和40年）8月には庄内川連絡運河以北〜八田駅までの運河計画が廃止されて、交点に6.5ヘクタールの船溜りを建設する計画に変更。さらに1967年（昭和42年）9月には庄内川との連絡運河計画も廃止された。1979年（昭和54年）、中川運河との接続部分（横堀）について「中川運河の支線」に変更され「荒子川運河」は計画廃止となった。現在、荒子川運河の名は支線部分（1.3キロメートル）にのみ残る。

## 環境
戦後、流域の都市化が進んだことから流量が減少。さらに昭和30年代以降、流域での地下水汲み上げによる地盤沈下が進んで自然排水困難となったこともあって水の滞留を原因とするアオコなど植物プランクトンの大量増殖による水質汚染が度々発生した。昭和40年代以降は下水道の整備に伴って護岸の改善などが進められ、河口へのポンプ所設置や、荒子川公園の整備（1984年供用開始）も行なわれるなどしている。
現在の主な水源は1990年（平成2年）に導入された名古屋市上下水道局・打出水処理センターの処理水（10,000立方メートル/日）と、中村区にある三菱重工業および三菱化学からの工場排水（冷却水）。また、1989年（平成元年）から庄内用水の余剰水を「水質保全導水路」を経由して直接導水している。これらの結果、水質は若干改善された。なお、4月から9月の灌漑期には庄内用水から20,000立方メートル/日の流入がある。
近年、外来魚であるナイルティラピアの異常繁殖が問題となっているが、これは処理水や工場排水の水温が高いためであるという。
また、2016年（平成28年）度には、近隣の埋立廃棄物からの溶出により環境基準値を超える濃度のジクロロエタンが検出された。
。

## 河川施設
- 荒子川ポンプ所 - 高度成長期における地下水の汲み上げ増加による地盤沈下により自然排水が難しくなったため、河口部にポンプ所を設置して強制排水している。ポンプ6台を設置しており、総排水能力は毎分3,538立方メートル[15]。